# Ельчанинов, Владимир Васильевич
Влади́мир Васи́льевич Ельчани́нов (20 сентября 1932, Гжатск — 9 апреля 2015) — заслуженный художник РСФСР (1984), народный художник России (1995), член-корреспондент Российской Академии Художеств и общественный деятель.

## Биография
В 1954 году окончил Московское художественно-графическое училище. В 1960 году — художественно-графический факультет Московского пединститута имени В. И. Ленина.
В 1960—1968 годах — преподаватель Смоленского педагогического института, в 1967 году окончил аспирантуру при кафедре живописи МГПИ им. В. И. Ленина.
С 1999 года — секретарь союза художников России.
Избирался делегатом съездов Союза художников РСФСР (II, III, IV, VI) и VII съезда Союза художников СССР.
В 2007 году избран членом-корреспондентом Российской Академии художеств.
Умер 9 апреля 2015 года, похоронен на Одинцовском кладбище Смоленска.

## Награды
- Орден Дружбы (2003)[2][5].
- Медаль «В память 850-летия Москвы» (1997)[6].
- Народный художник России (1995).
- Заслуженный художник РСФСР (1984).
- «Золотая пушкинская медаль» Правительства РФ за участие во всероссийской выставке «Болдинская осень» (1999)[2].